# Liste des cathédrales du Japon

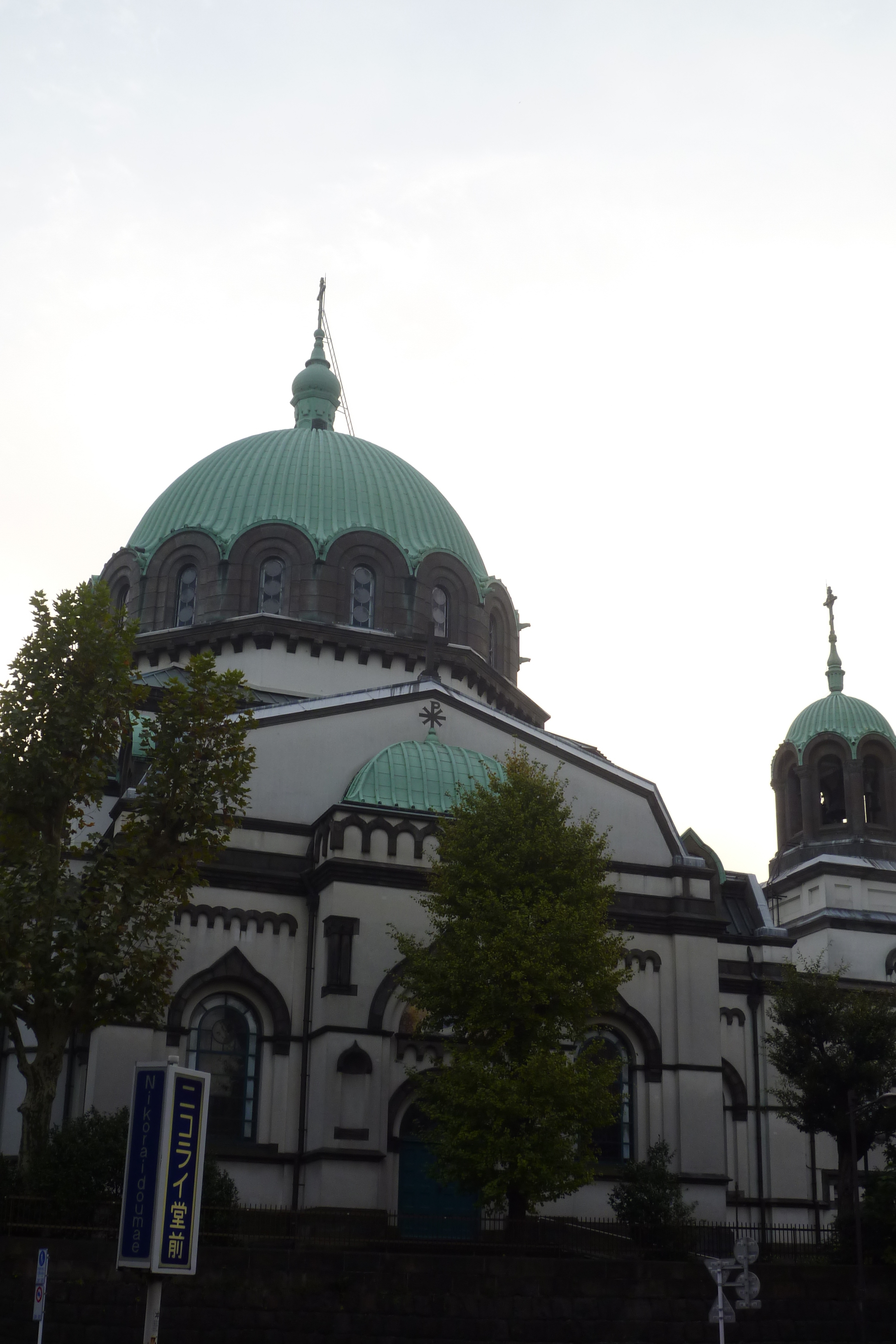
La cathédrale de la Résurrection de Tokyo au Japon. Elle appartient à l'Église orthodoxe autonome du Japon.

Cet article recense les cathédrales du Japon.
Le Japon possède plusieurs cathédrales.

## Catholique romain
- Cathédrale Notre-Dame-des-Victoires à Fukuoka
- Cathédrale de Hakodate
- Cathédrale de l'Assomption d'Hiroshima
- Cathédrale Saint-Françoix-Xavier de Kagoshima
- Cathédrale Saint-François-Xavier de Kyoto
- Cathédrale de Miyazaki
- Cathédrale du Cœur-Immaculée-de-Marie de Naha
- Cathédrale de l'Immaculée-Conception à Nagasaki
- Co-cathédrale des Vingt-Six Saints Martyrs du Japon à Nagasaki
- Cathédrale Saint-Pierre-et-Saint-Paul de Nagoya
- Cathédrale du Christ-Roi de Niigata
- Cathédrale Saint-François-Xavier d'Oita
- Cathédrale Sainte-Marie à Osaka
- Cathédrale Sainte-Thérèse-de-l'Enfant-Jésus de Saitama
- Cathédrale des Anges-Gardiens de Sapporo
- Cathédrale Saint-Pierre-et-Saint-Paul de Sendai (catholique)
- Cathédrale de l'Assomption de Takamatsu
- Cathédrale Sainte-Marie à Tokyo
- Cathédrale d'Urawa
- Cathédrale du Sacré-Cœur à Yokohama

## Orthodoxie
- Cathédrale de l'Annonciation de Kyoto
- Cathédrale de l'Annonciation de Sendai
- Cathédrale de la Résurrection (Tokyo)

## Anglicanisme
- Cathédrale Saint-Paul de Fukuoka
- Cathédrale Saint-Michel de Kobe
- Cathédrale Sainte-Agnès de Kyoto
- Cathédrale Saint-Matthias de Maebashi
- Cathédrale Saint-Matthieu de Nagoya
- Cathédrale Saint-Pierre-et-Saint-Paul de Naha
- Cathédrale du Christ d'Osaka
- Cathédrale du Christ de Sapporo
- Cathédrale de Sendai
- Cathédrale Saint-André de Tokyo
- Cathédrale Saint-André de Yokohama